# Santa Isabel Cholula
Santa Isabel Cholula es una localidad del estado mexicano de Puebla. Es cabecera del municipio de Santa Isabel Cholula.

## Demografía
| Censo | Población |
| ----- | --------- |
| 1900  | 776       |
| 1910  | 486       |
| 1921  | 518       |
| 1930  | 584       |
| 1940  | 591       |
| 1950  | 631       |
| 1960  | 735       |
| 1970  | 894       |
| 1980  | 1216      |
| 1990  | 1577      |
| 1995  | 1765      |
| 2000  | 1801      |
| 2005  | 1803      |
| 2010  | 1899      |
| 2020  | 2117      |